# Sandy Cabrera Arteaga
Sandy Cabrera Arteaga (nascida c. 2000, em Honduras) é uma ativista pelos direitos das mulheres hondurenhas.

## Educação
Sandy Cabrera Arteaga estuda Filosofia na Universidade Nacional Autônoma de Honduras (UNAH) e atua como comuincadora social e mora na cidade de Tegucigalpa, capital de Honduras. Sandy possui 4 anos de experiência na defesa dos direitos das mulheres e dos direitos humanos, com foco em direitos sexuais e reprodutivos.

## Ativismo
Escritora e ativista feminista, mãe solteira de uma menina surda, Cabrera atua em Honduras a favor dos direitos sexuais e reprodutivos, como o uso de anticoncepcionais pós-coito — estima-se que 40% das gestações no país são não planejadas ou não planejadas desejadas. Neste campo de atuação, fez parte da organização Acción Joven e foi porta-voz da campanha Hablemos lo que es. Ela segue atuando na política em temas como educação e questões de gênero, buscando construir comunidades e ampliar a vontade comunitária de mudar as coisas.

## Reconhecimentos
Pela sua atividade, a televisão britânica BBC a incluiu na lista das 100 Mulheres mais inspiradoras do mundo no ano de 2022. Tornou-se, assim, a primeira mulher de nacionalidade hondurenha a figurar nesta lista, que celebrava a sua 10ª edição.